# 「野生生物と社会」学会

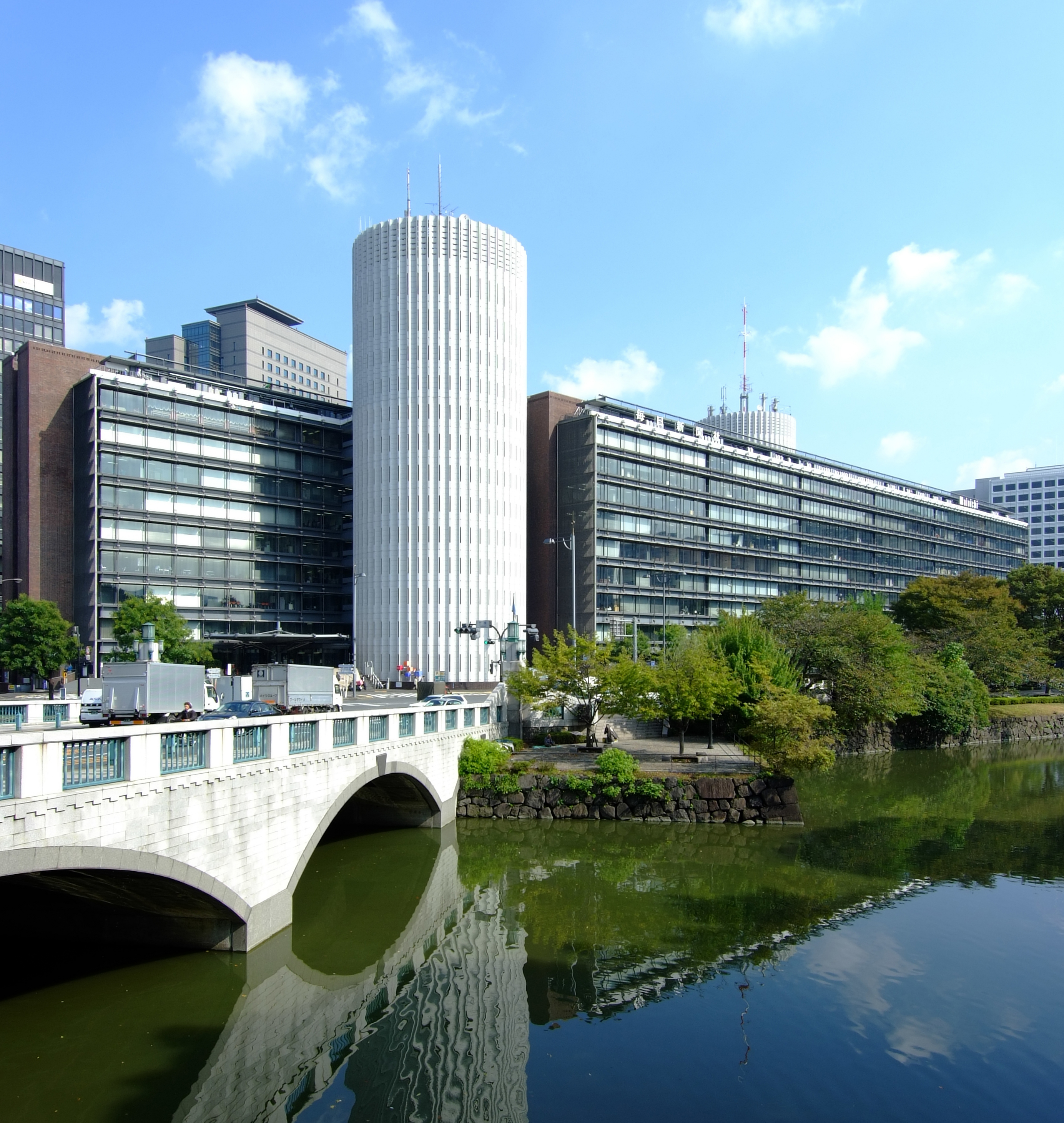
事務局のあるパレスサイドビル

「野性生物と社会」学会（やせいせいぶつとしゃかいがっかい 英: Association of Wildlife and Human Society）、旧称：野生生物保護学会(やせいせいぶつほごがっかい 英: Wildlife Conservation Society）は、自然と人間、特に野生生物との関係を新しい視角から問い直し、真にあるべき価値観と方法論を持って自然に接するための学問の発展を目的とする学会である。会員数は約400人。野生生物にかかわる「知のプラットホーム」という、現場に生かせる野生生物に関する知識の基盤としての学会、そして野生生物と人間の関係から、「生態系にかかわる人間と人間の関係」にまで領域を広げた学会として活動をしている。

## 概要
- 設立:1996年（野生生物保護学会として）
- 事務局所在地:〒100-0003 東京都千代田区一ツ橋1-1-1　パレスサイドビルディング 2F
- 2012年に「野生生物と社会」学会に名称変更。

## 会員
- 個人会員：年会費8000円。
- 青年会員：年会費4000円。会計年度初日（4月1日）において満35歳以下の方。ただし該当者が希望して正会員（個人会員）になることを妨げない。
- 団体会員：年会費30000円。

## 活動内容

### 学術大会開催
年に1回行われる大会。学会理事会、口頭発表、ポスター発表、テーマセッション、総会、懇親会、シンポジウム、ポスター発表などが行われる。

### 学会誌発行
- 野生生物保護 CiNii：和文、年2回発行、国内を対象にした論文、あるいは国際的な内容であっても和文によって記された論文を収録。1995年8月（1巻1号)から2013年7月（14巻1・2号）まで発行。
- Biosphere Conservation CiNii：英文、年2回発行、国際的な内容を持った論文、英文で記された論文、海外からの論文を収録。1998年4月（1巻1号）から2009年1月（9巻2号）まで発行。
- ワイルドライフ・フォーラム CiNii：和文、季刊、ニュース、声明、意見、解説など、フリースタイルな内容の雑誌。1995年8月（1巻1号）から継続中（2015年1月現在）。
- 野生生物と社会 CiNii：和文と英文。年2回発行。2013年12月（1巻1号）から継続中（2015年1月現在）。

## 運営組織
役員
- 会長：敷田麻実(総括、北海道大学)
- 副会長：吉田正人(将来構想検討会、江戸川大学)
- 理事：奥山正樹(会務担当・行政部会担当、環境省)、湯本貴和(英文誌担当、総合地球環境学研究所)、草刈秀紀(フォーラム誌担当、WWFジャパン)、丸山哲也(フォーラム誌担当・行政部会担当、栃木県庁)、時田昇臣(学会誌発行管理および電子化担当、日本獣医生命科学大学)、山中正実(会員管理担当、知床財団)、開発法子(名義使用担当、日本自然保護協会)、梶光一([青年部会担当、東京農工大学)、小寺祐二(大会開催担当、長崎県農林部農政課)、横山真弓(フォーラム誌編集・将来構想検討会、兵庫県立大学)
- 幹事：上條隆志(筑波大学)
- 監事：渡邊通人(河口湖フィールドセンター)星野義延(東京農工大学)
- 顧問：小金澤正昭(宇都宮大学)
- 事務局長：須田知樹(立正大学)
- 和文誌編集長：池田啓(兵庫県立大学)
- 英文誌編集長：小林聡史(釧路公立大学)
- フォーラム誌編集長：草刈秀紀(WWFジャパン)

青年部会
- 部会長：富田涼都　（静岡大学農学部・助教）
- 副部会長：安田　章人　（東京大学大学院新領域・学振PD研究員）
- 幹事(五十音順)：江成　広斗　（宇都宮大学農学部付属里山科学センター・特任助教）、遠藤　美香　（豊岡市役所コウノトリ共生課）、久保　雄広　（北海道大学大学院・修士課程）、酒田真澄美（福井県総合グリーンセンター）、桜井　良　　（フロリダ大学大学院・博士課程）、関根　聡子　（ネイチャーガイド）、角田　裕志　（東京農工大学農学部・特別研究員）、野呂美紗子　（社団法人北海道開発技術センター）、満尾世志人　（東京農工大学農学部・特別研究員）、安富　舞　　（神奈川県/日本獣医生命科学大学研究生）、米澤　里美　（兵庫県森林動物研究センター／大阪自然史センター）
- 事務局長：中村大輔　（岐阜大学大学院）

行政研究部会
- 部会長：鳥居春己（奈良教育大学）
- 副部会長：野崎英吉（石川県）
- 事務局長：増澤　直（地域自然情報ネットワーク）
- 幹事：【セミナー担当】高橋満彦（富山大学）千葉康人（環境省）中村俊彦（東京都）逸見一郎（地域自然情報ネットワーク）【広報担当】小泉透（森林総合研究所）谷口美洋子（埼玉県）松田奈帆子（栃木県）【渉外担当】上田剛平（兵庫県）佐藤洋司（福島県）【総務担当】奥山正樹（環境省）丸山哲也（栃木県）

## 設立経緯とその役割
近年、人間と自然との共存が盛んに叫ばれている中、野生生物の保護と管理に科学的な関心を持つ者に広く開かれた学会として設立された。自然保護問題を多く抱えたアジア太平洋地域の中で数少ない野生生物保護団体として活動を広げている。
日本は世界でも有数の野生生物製品消費国であるにもかかわらず、国内で野生生物の絶滅問題などが議論されることが少なく、自分たちの消費活動が野生生物の危機につながっていることを自覚していないことが多い。野生生物保護学会はこの現状の中、野生生物・生態系の保護・管理、エコツーリズム、エコシステムマネージメント、自然とかかわる人間に関する研究と実践・協働を目的に活動している。人間と自然の共存を探る学会はまだ国際的にも少ない。大学や研究機関に所属する研究者だけでなく、行政や民間団体、企業などに籍をおく多様な立場の会員が野生生物保護学を発展させるべく集っている。野生生物と人間の関係に加えて、生態系にかかわるに人間と人間のかかわりにまで領域を広げ、現場で活かせる知識を基盤に置くことをこれからの方向としている。

### 青年部会
平成17年の金沢大会において、野生生物保護における知のプラットフォームとして設立された。未来を担う若手研究者を対象に相互の交流を促進し、学際的な知識や技術の習得と共有を目的とする。

### 行政研究部会
野生生物に関わる行政は、自然環境保全、生物多様性、自然再生など、時代のキーワードの変化と共に対象が広がりかつ専門性が高くなりつつある。国・都道府県・市町村などにおいても、住民サービス、公物管理、規制運用というこれまでの枠を超えた科学的・計画的な行政が求められるようになっている。
また、地球規模での環境悪化が深刻化する時代にあって、地域に根ざした生態系管理を着実に展開していくためには、科学的知見の充実とともに、野生生物行政全体のレベルアップが強く望まれている。また一方で、担い手問題の解決、順応的管理の実現、地域に根ざす多様な行動主体の発現など、行政と研究が本格的に協働して取り組むことなくしては具現化できない課題も山積している。 
このような情勢において、今後発展的に野生生物保護における行政と研究の協働を推進していくため、野生生物保護学会に行政研究部会が設立された。